# Spacehab

Schemazeichnung für die Platzierung des Spacehab-Moduls im Laderaum des Shuttles

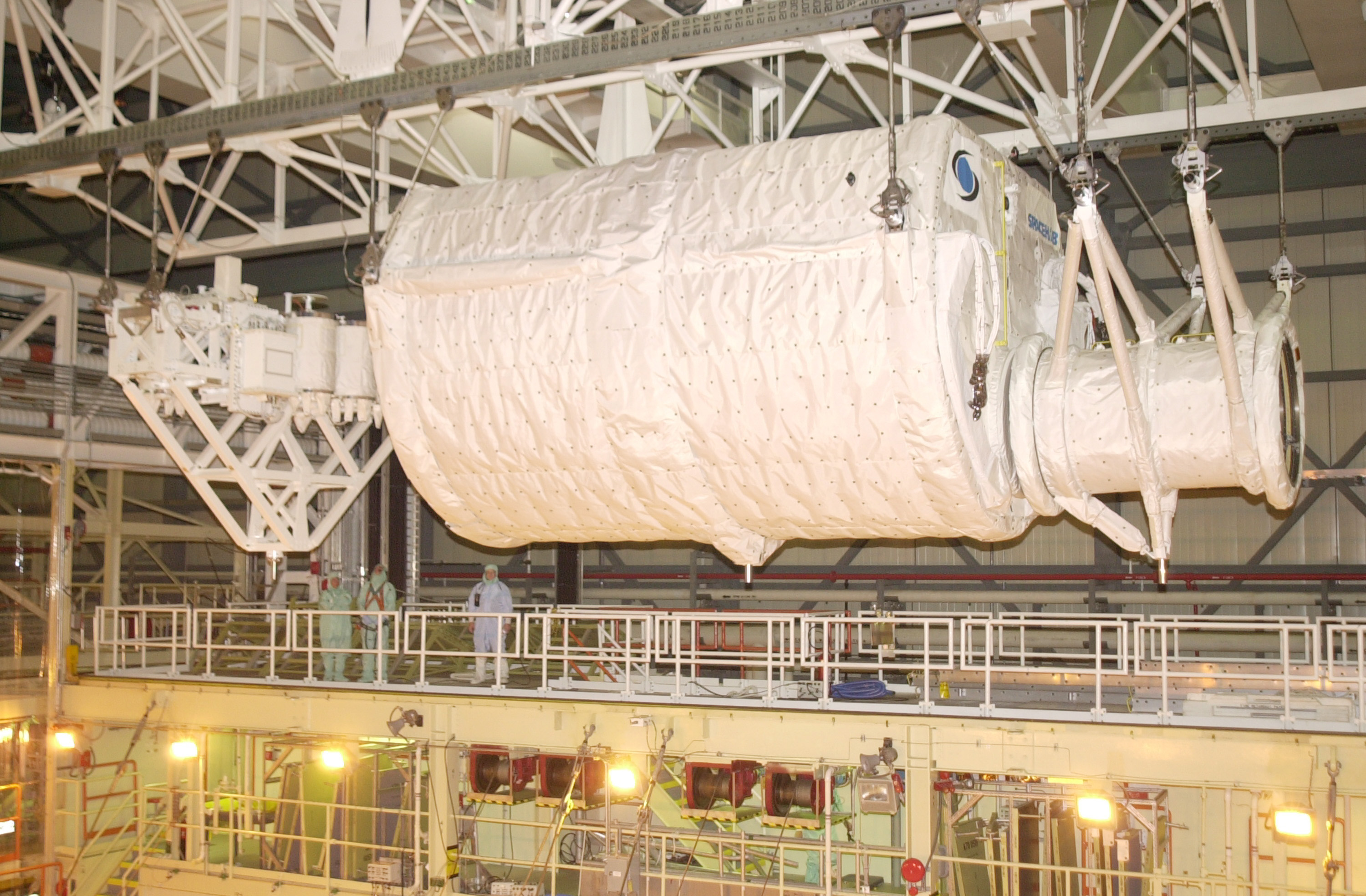
Spacehab Research Double Module beim Einbau in den Laderaum des Shuttles für die Mission STS-107

Das Spacehab (auch SPACEHAB) war ein Modul für das Space Shuttle und diente als Stauraum für Experimente. Es wurde Mitte der 1980er Jahre von dem gleichnamigen privaten US-Unternehmen entwickelt (Firmensitz war Webster in Texas), dass sich 2009 zu Astrotech Space Operation umbenannte.
Ursprünglich war das Spacehab entwickelt worden, um als Raumlabor mehr Platz für wissenschaftliche Experimente zur Verfügung zu stellen. Es sollte so die Mannschaftskabine der US-Raumfähre vergrößern. Der Jungfernflug einer Spacehab-Einheit fand im Sommer 1993 mit STS-57 statt.
Ähnlich dem europäischen Spacelab bot das Unternehmen neben einem druckbeaufschlagten Modul (entweder als Einzel- oder Doppeleinheit) auch offene Plattformen (sogenannte Integrated Cargo Carriers) an, die in der Nutzlastbucht des Orbiters fest verankert sind. Im Unterschied zum Spacelab war der obere Teil des Moduls als gerade Fläche ausgeführt, um eine effizientere Anbringung von Geräten zu erlauben.
Letztmals eingesetzt wurde das Spacehab bei STS-118 im August 2007.

## Spacehab-Missionen
| Flug    | Datum                  | Orbiter   | Auftrag              | Elemente    |
| ------- | ---------------------- | --------- | -------------------- | ----------- |
| STS-57  | Juni/Juli 1993         | Endeavour | Forschung            | SM          |
| STS-60  | Februar 1994           | Discovery | Wake Shield Facility | SM          |
| STS-63  | Februar 1995           | Discovery | Mir-Rendezvous       | SM          |
| STS-76  | März 1996              | Atlantis  | Mir-Kopplung         | SM          |
| STS-77  | Mai 1996               | Endeavour | SPARTAN              | SM          |
| STS-79  | September 1996         | Atlantis  | Mir-Kopplung         | LDM         |
| STS-81  | Januar 1997            | Atlantis  | Mir-Kopplung         | LDM         |
| STS-84  | Mai 1997               | Atlantis  | Mir-Kopplung         | LDM         |
| STS-86  | September/Oktober 1997 | Atlantis  | Mir-Kopplung         | LDM         |
| STS-89  | Januar 1998            | Endeavour | Mir-Kopplung         | LDM         |
| STS-91  | Juni 1998              | Discovery | Mir-Kopplung         | SM          |
| STS-95  | Oktober/November 1998  | Discovery | SPARTAN              | SM          |
| STS-96  | Mai/Juni 1999          | Discovery | ISS-Kopplung         | LDM + ICC   |
| STS-101 | Mai 2000               | Atlantis  | ISS-Kopplung         | LDM + ICC   |
| STS-106 | September 2000         | Atlantis  | ISS-Kopplung         | LDM + ICC   |
| STS-102 | März 2001              | Discovery | ISS-Kopplung         | ICC + ESP-1 |
| STS-105 | August 2001            | Discovery | ISS-Kopplung         | ICC         |
| STS-107 | Januar/Februar 2003    | Columbia  | Forschung            | RDM         |
| STS-114 | Juli/August 2005       | Discovery | ISS-Kopplung         | ESP-2       |
| STS-121 | Juli 2006              | Discovery | ISS-Kopplung         | ICC         |
| STS-116 | Dezember 2006          | Discovery | ISS-Kopplung         | LSM + ICC   |
| STS-118 | August 2007            | Endeavour | ISS-Kopplung         | LSM + ESP-3 |

Legende:
- ESP – External Stowage Platform
- ICC – Integrated Cargo Carrier
- LDM – Logistics Double Module
- LSM – Logistics Single Module
- SM – Single Module
- RDM – Research Double Module